# Соборная колокольня в Тобольске
Соборная колокольня — отдельно стоящая колокольня тобольского Софийско-Успенского собора в юго-восточной части Соборной площади Тобольского Кремля. Колокольня играет значительную роль в формировании архитектурного ансамбля площади. Высота сооружения составляет 75 метров

## История
В 1792 году началось строительство колокольни по проекту Александра Гучева. Строительством колокольни руководил инженер Федор Уткин. К 1797 году строительство колокольни было завершено. В 1809 году здесь были установлены куранты, изготовленные ямщиком Ильей Баяновым. На колокольне собора находилось 15 колоколов, в том числе и самый большой колокол Сибири весом 16 тонн. Также на колокольне висел ссыльный угличский колокол.